# Skindred

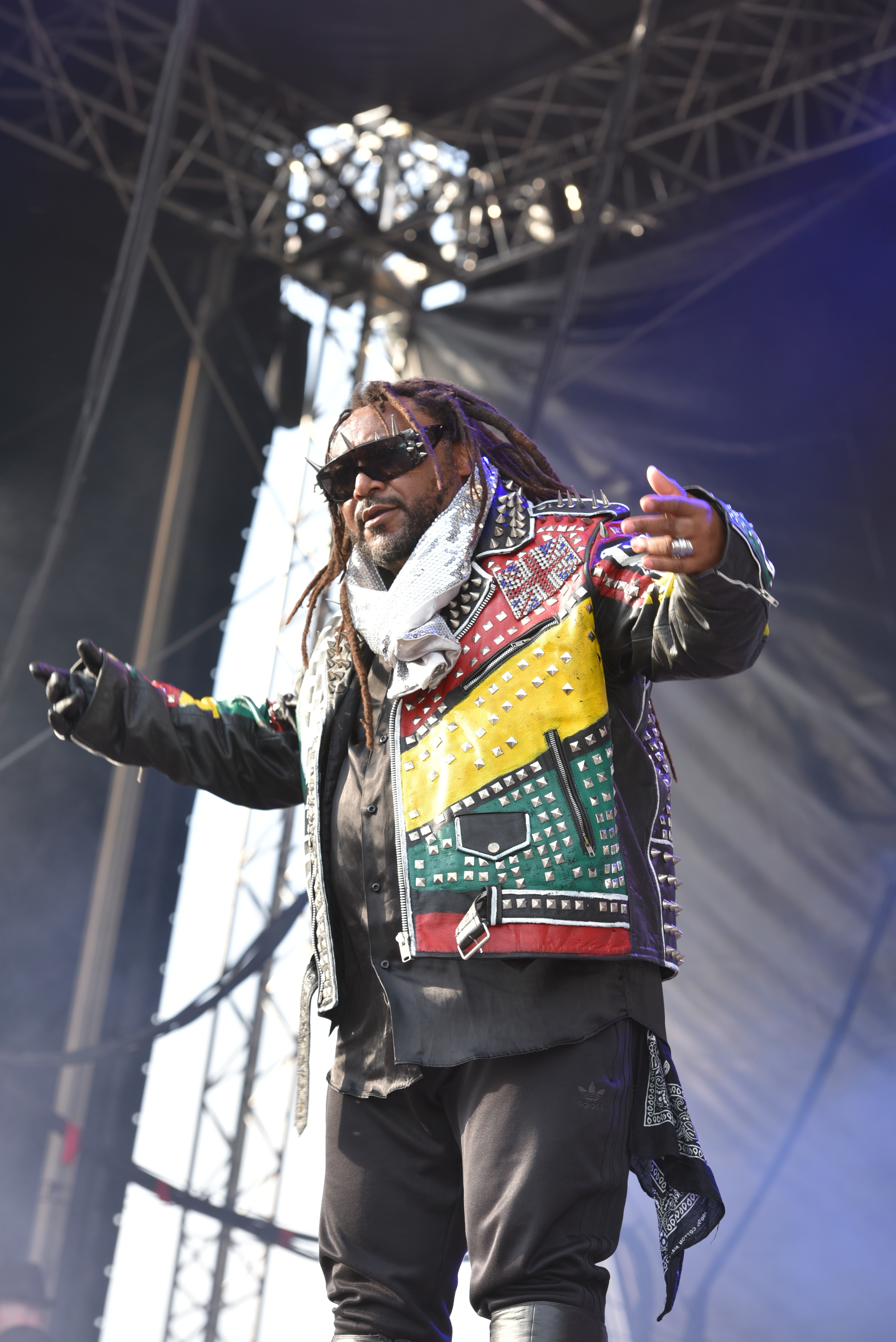
Bandets frontfigur Benji Webbe

Skindred är ett walesiskt metalband från Newport som är aktiva sedan 1999. Deras musik kombinerar metal med musikstilar som reggae, dancehall, jungle, ska, hiphop, drum and bass, dubstep och punkrock. De är kända för sina energiska och involverade livespelningar. 

## Medlemmar
Nuvarande medlemmar
- Benji Webbe – sång (1999–)
- Michael Fry – gitarr, bakgrundssång (2002–)
- Dan Pugsley – basgitarr, programmering, bakgrundssång (1998–)
- Arya Goggin – trummor (2002–)

Tidigare medlemmar
- Jeff Rose – gitarr (2001–2002)
- Martyn "Ginge" Ford – trummor (2001–2002)
- Dan Sturgess – DJ, programmering, bakgrundssång (2011–2017)

## Diskografi

### Studioalbum
- Babylon (2002)
- Roots Rock Riot (2007)
- Shark Bites and Dog Fights (2009)
- Union Black (2011)
- Kill the Power (2014)
- Volume (2015)
- Big Tings (2018)

### Singlar
- "Nobody" (2005)
- "Pressure" (2006)
- "Rat Race" (2007)
- "Trouble" (2008)
- "Electric Avenue" (2009)
- "Stand For Something" (2009)
- "You Can't Stop It" (2009)
- "Warning" (feat. Jacoby Shaddix) (2011)
- "Cut Dem" (2011)
- "Ninja" (2013)
- "Kill the Power" (2013)
- "Under Attack" (2015)
- "Machine" (feat. Phil Campbell) (2018)
- "That's My Jam" (2018)